# Leseferyzm (językoznawstwo)
Leseferyzm (od fr. laissez faire – nie sprzeciwiać się) – postawa językowa charakteryzująca się przekonaniem, że język reguluje się samodzielnie, a więc nie należy ingerować w jego rozwój. Opiera się na akceptacji wszystkich zjawisk językowych i niewartościowaniu ich, zgodnie z założeniem, że elementy używane i istniejące w uzusie są najwyraźniej przydatne i odpowiadają na potrzeby użytkowników. Leseferyści żywią niechęć wobec wszelkich – czy to indywidualnych, czy instytucjonalnych – prób ingerencji w spontaniczny rozwój języka, uznając je za nieskuteczne lub szkodliwe.
Postawa ta narodziła się w XIX wieku. Współcześnie charakterystyczna jest m.in. dla inteligencji technicznej i młodzieży; potrzebę regulacji języka i wpływania na jego naturalny rozwój odrzuca też znaczna część lingwistów.
Leseferyzm jest skrajną postacią liberalizmu językowego.